# Rebelión de Tambov
La Rebelión de Tambov (1920-1922) fue uno de los mayores levantamientos del campesinado y de los terratenientes contra los bolcheviques durante la guerra civil rusa, únicamente comparable por magnitud y organización a la revolución majnovista. Pasaría a la historia soviética como la Antónovschina (ruso: Анто́новщина) por el nombre de su líder, Aleksandr Antónov, antiguo miembro del Partido Social-Revolucionario.

## Antecedentes
En 1904, Aleksandr Antónov había sido condenado a veinte años de prisión por volar un tren, pero recibió una amnistía del Gobierno Provisional Ruso en 1917, regresando a su natal gobernación de Tambov, donde sirvió como jefe de policía en Kirsánov hasta después de la revolución de Octubre. Después, como el Gobierno Provisional se negaba a debatir sobre el problema agrario se unió a los socialistas revolucionarios de izquierda. En el verano de 1919, Antónov huyó al bosque por formar parte de una banda que asesinó a varios activistas bolcheviques. En los meses siguientes mataron a más de 200 recolectores de grano gubernamentales y durante 1920 sus fuerzas fueron creciendo sin parar, pasando de 150 a 6000 para inicios del verano de ese año. Los otros dirigentes de esta guerrilla eran su hermano menor, Dmitri Stepánovich Antónov, y el eserista Piotr Mijáilovich Tokmakov.
Los campesinos odiaban a los bolcheviques por las levas forzadas que causaron llevaron a muchos a fugarse. También porque, como parte del comunismo de guerra, requisaban las cosechas a la fuerza, poniendo al límite de la supervivencia a los aldeanos, ya que no consideraban sus necesidades alimenticias al exigir sus cuotas. Precisamente, los primeros en sufrir la furia de los aldeanos fueron los destacamentos encargados de requisar los granos. En el otoño de 1919 surgieron varias guerrillas formadas por desertores del Ejército Rojo, eseristas y campesinos que se resistían a las requisas en los bosques. Sus primeros actos fueron asesinar a funcionarios especialmente odiados por la población y asaltar las granjas estatales, pero hubo que esperar hasta después de la derrota del Ejército Blanco de Antón Denikin para que hubiera un verdadero levantamiento masivo.

## Fuerzas enfrentadas

### Azules
Según los historiadores Erik Landis y Nicolas Werth, en agosto de 1920, las guerrillas campesinas contaban con 14 000 o 18 000 hombres, «desertores en su mayor parte», de los que 5000 a 7000 tenían armas de fuego. Para febrero de 1921 pudieron alcanzar los 20 000 a 30 000 según Landis, alrededor de 6000 eran jinetes, entorpeciendo a las tropas gubernamentales, cuya falta de movilidad minaba su efectividad. Mientras, Werth los eleva a más de 50 000 en octubre de 1920, y otro historiador, Paul Avrich, apoya esa cifra. Arno Mayer estima en 20 000 a 40 000 a inicios de 1921, gracias al fuerte apoyo popular. Según Werth, para septiembre de 1921 se habían reducido a un millar debido a la llegada masiva de tropas rojas. En cambio, Landis señala que al acabar ese año no quedaban más de 4000 azules en pie de guerra. Por su parte, el historiador militar Mijaíl Jvostov creía que los azules eran 8000 jinetes en noviembre de 1920, los que crecieron a 50 000 al comenzar el año siguiente. En febrero de 1921 pudieron ser 20 000 combatientes a tiempo completo y otro tanto a tiempo parcial.
Los rebeldes nunca formaron un «ejército de guerrillas organizado». Debido a esto, la mayoría de sus acciones eran asaltos impulsivos orquestados por cada banda contra los destacamentos bolcheviques encargados de requisar granos o reprimir a los aldeanos, una falta de coordinación que, sumada a su pobre armamento y entrenamiento y la carencia de un programa político claro, fueron factores decisivos en su derrota.
Se organizaban en dos ejércitos divididos en un total de 21 regimientos. Las guerrillas se basaban en la vieja táctica de atacar sorpresivamente donde no eran esperados y huir inmediatamente después gracias a su superior conocimiento del terreno y movilidad de su caballería. Cada aldea estaba encargada de equipar y mantener a un grupo de estos combatientes, lo que era fácil pues muchos eran locales defendiendo a sus comunidades. Sin embargo, ese localismo les jugó en contra, pues el estar demasiado encerrados en sí mismos les impidió buscar aliados en otros movimientos campesinos o marchar contra las grandes ciudades, cuyo control era lo que preocupaba a los bolcheviques porque su fuente de apoyo era el proletariado industrial.

### Rojos
Como las autoridades comunistas estaban ocupadas en la guerra polaco-soviética y la ofensiva de Piotr Wrangel en la Táurida, para finales de agosto de 1920 las tropas del gobierno en la zona apenas alcanzaban a los 3000 hombres mal armados según Figes. Por su parte, Landis afirmaba que eran más de 3000 hasta 4000 operando seis grupos con una docena de ametralladoras y varias piezas de artillería. Para el mes de noviembre habían aumentado a apenas 5000 según Werth. Acorde con Mayer, para marzo de 1921 los soldados comunistas en el área habían aumentado 32 500 soldados de infantería y 8000 de caballería más ametralladoras y cañones.
Durante mayo de 1921, los bolcheviques concentraron en el óblast 50 000 soldados según Figes, Jvostov y Mayer, aunque Werth duplica esa cifra. Incluían fuerzas regulares, «internacionalistas» chinos y húngaros y destacamentos de la Cheka, el ChON y el VOJR, aunque los contingentes decisivos fueron los numerosos cadetes y jinetes que llegaron. Iban apoyados por 70 piezas de artillería pesada, cientos de ametralladoras, 3 unidades blindadas, un avión, trenes blindados y armas químicas sobrantes de los arsenales de la Primera Guerra Mundial.

## Rebelión

### Estallido
El 19 de agosto de 1920, estalló una rebelión en el óblast de Tambov. Los campesinos insurrectos se organizaron a través de la Unión de Campesinos Trabajadores (Союз Трудовый Крестьян, transliterado como Soyuz Trudovyj Krestyán, STK). El poseer su propio programa político les dio una fuerza y coherencia de la que carecieron otros levantamientos campesinos. Sin embargo, este movimiento no dejaba de basarse en el hartazgo de la población, pero sin tener una idea clara de cómo reemplazar al gobierno, aunque Antónov soñaba con marchar sobre Moscú y acabar con el poder comunista.
Los rebeldes trataron de marchar sobre la ciudad de Tambov. Una «muchedumbre de pieds-nus» de todos los sexos y edades, que crecía como una bola de nieve y a la que se unieron algunos desertores rojos se dirigió como una especie de «peregrinación» a la urbe, pero fue dispersada por las ametralladoras a apenas 10 kilómetros de su objetivo.
A finales de octubre, el jefe del VOJR en la gobernación de Tambov, Vasili Kórnev, enfrentó en una serie de batallas a los azules. Según sus cartas, dejó 3000 rebeldes muertos, 300 heridos y 1000 prisioneros y capturó cuantiosas armas, municiones y suministros (como un teléfono y una cocina de campaña). Sus bajas fueron 90 muertos y menos de 200 heridos. De todas formas, fue responsabilizado por la rebelión y removido.
Pronto los óblast de Tambov, Sarátov, Penza y parte del de Vorónezh estaban en armas. Un territorio poblado por más de tres millones de personas, un 90% agricultores y artesanos. La región estaba densamente poblada, con tierras ricas y llenas de bosques que ofrecían muchos trabajos, sobre todo al haberse apropiado de las tierras en 1917 y expulsado a los propietarios pero las exigencias del gobierno bolchevique y la guerra civil rusa les impidieron sacar provecho, lo que solo daba ánimos a la insurrección. La seriedad del levantamiento armado obligó a crear la Comisión Plenipotenciaria del Comité Ejecutivo Central Ruso del Partido Bolchevique para la Liquidación del Bandidaje en la Provincia de Tambov.
Aunque los socialistas revolucionarios de izquierda (SR) habían inspirado al movimiento, sus dirigentes nunca comulgaron completamente con sus postulados y ningún miembro importante de los eseristas estaba entre ellos, la persecución sufrida tras su fallido levantamiento se los impidió.

### Clímax
El 5 de noviembre de 2000 a 6000 azules, la mayoría a caballo, atacaron en dos grupos coordinados la estación ferroviaria de Sampur, capturando un cañón, algunas ametralladoras y numerosos revólveres y rifles, pero fracasaron en su intento de sabotear las líneas férreas y rápidamente se retiraron. Por entonces, informes bolcheviques decían que 2000 partisanos seguían en los bosques de Novokhoper, cerca de la estación. La principal fuente de información que tenían los campesinos de lo sucedido en otros frentes eran los prisioneros rojos.
Para finales de 1920, los azules habían conseguido uno de los objetivos principales, los rojos habían dejado de enviar a sus territorios unidades para requisar granos. Los oficiales de los pueblos de los uyezd del sur de Tambov eran incapaces de tal acción, sus recursos estaban destinados únicamente a guarnecer las aldeas bajo su control pero el norte estaba en paz, al no ser una gran región productora de alimentos jamás vivió las requisas ni prendió la revuelta. La falta de armamento pesado impidió a los rebeldes hacerse con las ciudades por mucho tiempo, las que se volvieron refugios de comunistas y funcionarios de gobierno. Durante ese diciembre empezaron a llegar refuerzos de la Cheka, que llegó a contar con 3500 combatientes en el área. Dos meses después llegaría su líder, Félix Dzerzhinski, a dirigir sus operaciones.
Durante esa época los oficiales de las guarniciones y los militantes comunistas locales se quejaban del abandono cada vez mayor de Moscú, desde donde les enviaban cada vez menos suministros y refuerzos. En realidad los círculos militares del mando rojo habían decidido en concentrarse en una gran campaña de pacificación de Tambov: en cuanto sus tropas inundaran la provincia pronto se acabaría con el movimiento. Además cada vez era más difícil ayudarlos porque sus principales nexos de comunicación, los trenes blindados, eran continuamente atacados en la zona. Durante el invierno de 1920-1921 las reservas de alimentos en muchos pueblos estaban agotadas, como en Kozlov y Morshank, localidades ubicadas en los límites de la zona rebelde y cuya guarnición comunista vio a la mayoría de sus habitantes marcharse o dedicarse al mercado negro para sobrevivir.
El 23 de enero de 1921, 250 cadetes montados del 6.° regimiento Volche-Karachán logran defender el pueblo de Borisoglebsk de un importante contingente rebelde. Para los comunistas era clave mantener ese pueblo y el de Kirsánov en sus manos, pues era sus bastiones en medio de los campos controlados por los azules. Durante ese mes las autoridades rojas desmovilizaron a 4000 locales que servían en guarniciones comunistas por no fiarse de ellos, pero estos inmediatamente se unieron a los partisanos. El 20 de marzo se anunció una amnistía general para todo aquel que se rindiera, durante las dos semanas que rigió cerca de 3000 azules capitularon pero muy pocos con armas en mano. Se empiezan a elaborar listas de rehenes, tomarse los primeros rehenes, tratar de poner a los campesinos pobres contra los kuláks y por consejo de Nikolái Bujarin se disminuyen las cuotas de granos exigidas. Para entonces, el poder bolchevique había desaparecido de casi toda la región.
Para entonces, los azules fueron capaces de movilizar grandes ejércitos campales. El 11 de abril, Antónov congrega 5000 azules y lanza un ataque de pinzas sobre Rasskázovo (una hora antes lanzaba un ataque de distracción sobre Nizhne-Spásskoe con una pequeña fuerza). La guarnición estaba compuesta por una compañía de infantes, una unidad de militantes comunistas, un pelotón de ametralladoras, la brigada de infantería Volga, llegada en enero desde Sarátov, y el 2.° regimiento de la Cheka y rápidamente colapso. Su objetivo se logró: un cañón con dos o tres centenares de rondas, once ametralladoras, cuatrocientos rifles, cien mil municiones, ochenta teléfonos y 50 verst de cable). El 24 de abril, congregaron en la aldea de Kobiaki 5000 a 10 000 de combatientes al mando de "Vaska Karás" (identificado como Vasili V. Nikitin-Koroliov) y Vasili F. Selianski, aunque no todos participaron de la batalla. Pretendían tomar el pueblo de Kirsánov, cuya guarnición era una brigada de infantería moscovita dirigida por el comandante de caballería V. I. Dmitrenko. Un día después, lanzaron dos asaltos igualmente infructuosos, abandonando 22 ametralladoras, armas menores y municiones de los vencedores. Perseguidos por la caballería enemiga, los azules tuvieron 2000 muertos en los días posteriores según estimaciones del gobierno comunista.

### Reconquista
El 26 de abril, Vladímir Lenin encargó a los generales Mijaíl Tujachevski y Ieronim Uborévich someter la revuelta. La coordinación política de las operaciones estaba a cargo de Vladímir Antónov-Ovséyenko. Gueorgui Zhúkov obtuvo su primera condecoración en esta campaña.
El 6 de mayo, Tujachevski anuncia su campaña de pacificación. Durante ese mes un poderoso ejército llegó a la parte sur del óblast. El plan era «inundar el área de la rebelión con tropas». El 31 de mayo, siete vehículos blindados al mando del general Iván Fedkó sorprendieron a 3000 azules en el pueblo de Dve Sestritsy y los dispersaron con cuantiosas bajas. Dos brigadas de infantería y una de caballería veterana al mando del general Grigori Kotovski fueron asignadas al sector de Tambov. Durante las dos primeras semanas de mayo 15 000 oficiales del Ejército Rojo se concentraron en Tambov para preparar la campaña. El 1 de junio, Fedkó con tres vehículos armados con ametralladoras, los jinetes de Kotovski y la brigada de caballería siberiana de M. D. Kovaliov atacaron por sorpresa en el amanecer a Antónov y los 3000 partisanos con los que ocupaba Elan. Aunque los rebeldes lograron rechazar con sus rifles los blindados, huyeron ante la caballería de Kovaliov. El 6 de junio, los vehículos blindados al mando de Fedkó consiguen una nueva victoria cerca de Chernyshovo. Entre el 1 y 9 de junio tres fuerzas bolcheviques dirigidas por Uborévich lanzaron un ataque coordinado con siete vehículos blindados contra el bastión rebelde del uyezd de Tambov, cerca del pueblo de Kámenka enfrentaron a 2000 azules liderados por Antónov y Boguslavski en seis batallas. Mueren 800 partisanos. La región entre Tambov y Kirsánov quedaba pacificada. Estas tres fuerzas pretendían converger en Rzhaka: la brigada de caballería de Dmitrenko (2000 hombres venidos de la estación de Sampur en el uyezd de Tambov), la brigada de caballería de Kotovski (1000 soldados desde la estación de Lomovis en el uyezd de Kirsánov) y la 14a. brigada de caballería (1000 jinetes por el río Vorona desde Karái-Púshkino en el uyezd de Kirsánov). Dos semanas después el comandante rebelde Aleksandr Boguslavski moría en combate. El mismo destino tuvieron Tokmakov, Karás y Selianski. Al acabar junio la rebelión estaba prácticamente vencida. Con sus casi todos sus líderes muertos, las últimas partidas se refugiaron en ciénagas y bosques bajo constante persecución.
Los hermanos Antónov y varios de sus últimos seguidores murieron en combate contra un destacamento rojo el 24 de junio de 1922 en la aldea de Nizhni Shibriai, donde escondían sus pocas posesiones personales. La Cheka quiso arrestarlos e incendió la casa donde se refugiaron y cuando intentaron huir los abatieron. Para entonces su movimiento estaba reducido a unas pocas partidas.

## Consecuencias
Usualmente los familiares de los rebeldes eran usados como rehenes, otros eran retenidos al azar y en algunos casos se trataba de aldeas completas. Entre 50 000 y 100 000 aldeanos son internados en campos de concentración y la mayoría acabó en los más de cien gulag creados por el Estado comunista. Relativamente pocos fueron liberados o ejecutados, "apenas" 15 000 son fusilados. De todas formas, las ejecuciones masivas de aldeanos sospechosos y prisioneros fueron frecuentes en los pueblos.
Algunas aldeas fueron quemadas completamente. Las propiedades confiscadas a las familias arrestadas y exiliadas fueron entregadas a partidarios o colaboradores del régimen. Las actividades de la Cheka, la incorporación de miles de locales en el Partido Comunista de la Unión Soviética (con los beneficios que implicaba) y las concesiones de la NEP ayudaron en la primavera de 1921 a los bolcheviques a calmar la situación, especialmente el fin de las requisas de granos.
El total de muertos fue de 240 000, principalmente civiles. Según el historiador estadounidense Murray Bookchin, las esperanzas de libertad, paz, prosperidad e igualdad que había producido la revolución de Febrero de 1917 desaparecerían definitivamente tras la sangrienta represión de la rebelión de Kronstadt.